# История часов

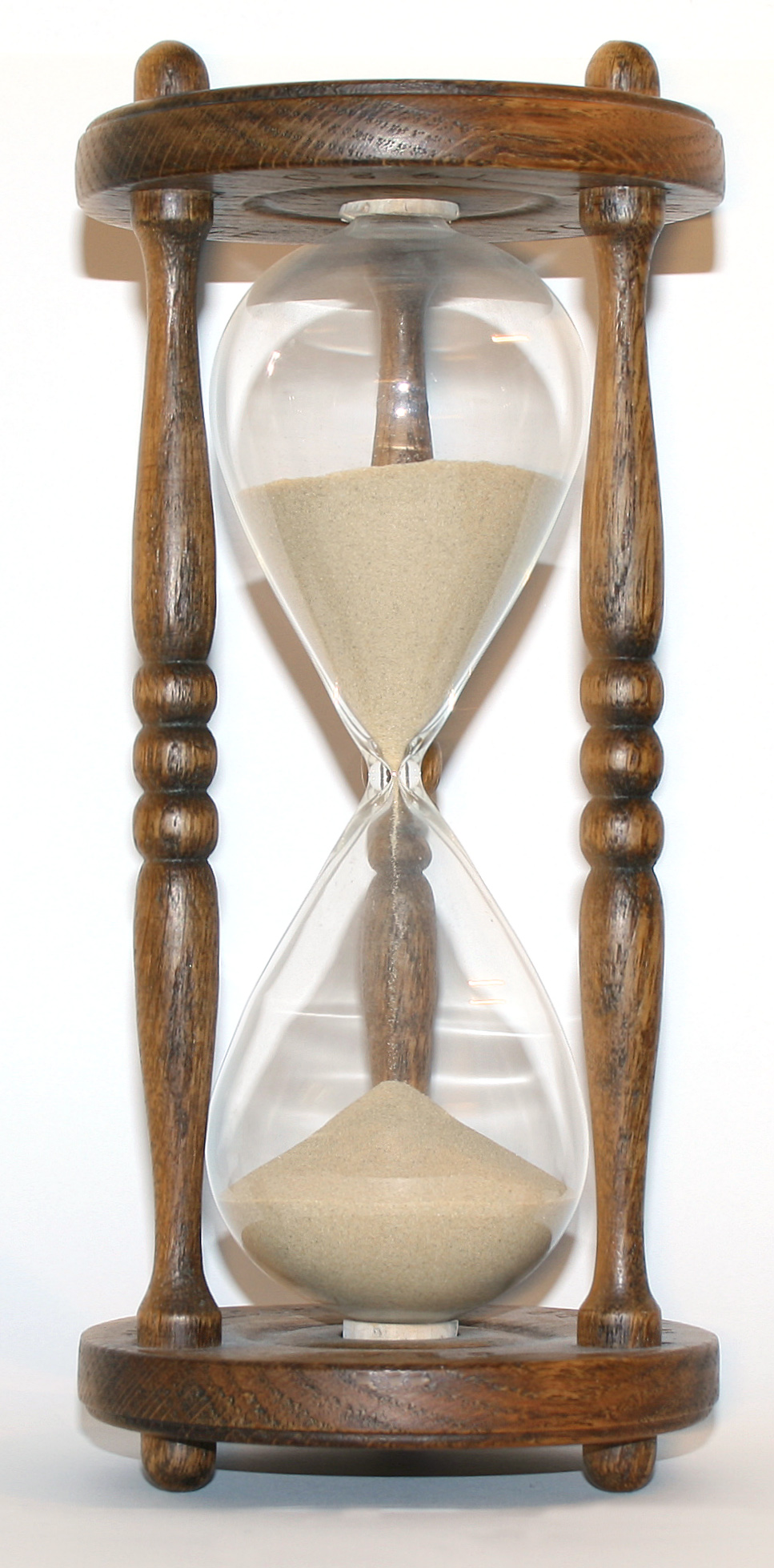
Песочные часы — один из старейших инструментов для вычисления времени

История часов насчитывает тысячелетия. С момента осознанного существования люди нуждались в инструментах и методах определения временных интервалов (годовых, сезонных, месячных, недельных, суточных, часовых). История и культура стран и народов свидетельствует о непрерывном процессе создания различных устройств для измерения и слежения за временем.
Достаточно точно следить за изменением времени и отмерять временные интервалы позволяло наблюдение движения видимых планет и звёзд в ночное время суток и Солнца — днём. Текущие годовые девиации (отклонения) учитывались древними астрономами с помощью таблиц, созданных длительным и непрерывным наблюдением движения светил. Недостатком метода было то, что астрономические обсерватории были дорогостоящими и громоздкими сооружениями, требующими постоянного и хорошо подготовленного персонала, а число обсерваторий было невелико. Хозяйственная деятельность человека требовала простого, быстрого и сравнительно надёжного средства слежения за временем непосредственно на рабочем месте, что заставило искать иные инструменты и способы.
Таким первым инструментом стал, как предполагают[кто?], пастушеский посох, который устанавливали вертикально. Солнечная тень от посоха не только непрерывно перемещалась, но и изменяла свою длину. Оставалось только фиксировать прохождения тени на горизонтальной плоскости. Так появился гномон — простейший и достаточно эффективный инструмент для создания солнечных часов.
Так как удобной моделью видимого горизонта у древних была принята окружность, следующим естественным шагом явилась необходимость её деления на равные отрезки для фиксации прохождения планет и звёзд ночью, и солнечной тени гномона — днём. Одной из версий стало деление линии видимого горизонта на 60 равных частей, что стало позднее традиционным в создании циферблатов стрелочных часов с минутным интервалом.
Использование шестидесятеричной системы счисления для измерения времени было придумано в Шумере приблизительно 2 000 лет до н. э. В Древнем Египте сутки делили на пару 12-часовых периодов, используя большие обелиски-гномоны для слежения за движением Луны.
Позднее были созданы многочисленные модели больших и малых солнечных часов на основе гномона, которые получили широкую популярность.
Но такие часы нуждаются в ярком солнечном освещении, что делает их использование бесполезным в туман, пасмурную погоду и ночью. Неравномерность солнечного движения по небосводу требует постоянной настройки часов с гномоном при смене времён года.
Возможно, тогда же, за два тысячелетия до н. э., в Египте были придуманы водяные часы. Китайская династия Шан использовала водяные часы приблизительно в то же время, позаимствовав изобретение из Месопотамии.
В Персии водяные часы регулярно использовались с 2 500 года до н. э. на протяжении дня и ночи, чтобы сообщать точное время и продолжительность орошения земли. Также для измерения времени использовались свечные часы. Они были известны в Китае, Японии, Англии и Иране. В Индии и Тибете широко использовалась разновидность солнечных часов в виде палки.

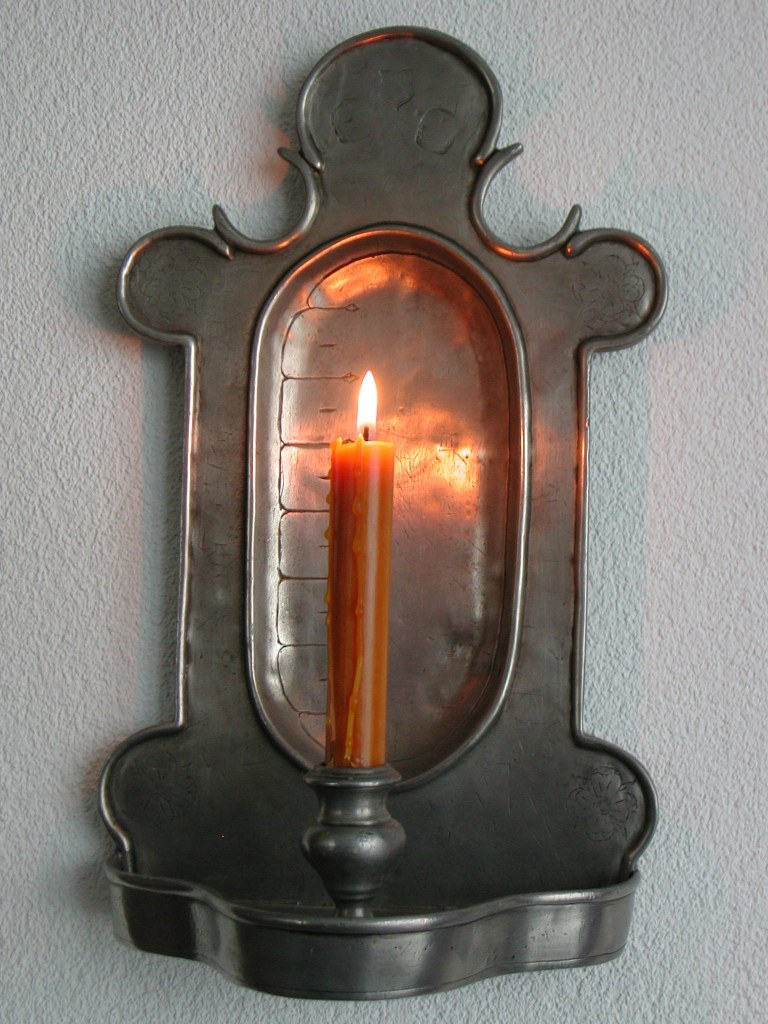
Свечные часы

Самое раннее упоминание часов с водяным спусковым механизмом, который преобразовывал вращательную энергию в прерывистое движение, датируется III веком до н. э. в Древней Греции. Позднее, в X веке, в Китае были изобретены часы с ртутным спусковым механизмом, а затем арабские инженеры улучшили водяные часы, впервые использовав механические передачи для преобразования крутящих моментов.
Механические часы, применяющие штыревой спусковой механизм, были созданы в XIII веке и стали стандартным инструментом для измерения времени вплоть до появления в XVI веке пружинных часовых механизмов и карманных часов. Следом появились маятниковые часы и на протяжении трёх веков они были наиболее точным устройством измерения времени. В XX веке были созданы кварцевые часы и следом атомные. Последние дают погрешность порядка 10−14 (1 мс за 3000 лет) и используются для синхронизации всех остальных часовых механизмов, ложась в основу всемирного координированного времени.

## Солнечные часы
Солнечные часы — прибор для определения времени по изменению длины тени от гномона и её движению по циферблату. Появление этих часов связано с моментом, когда человек осознал взаимосвязь между длиной и положением солнечной тени от тех или иных предметов и положением Солнца на небе.
Простейшие солнечные часы показывают солнечное время, а не местное, то есть, не учитывают деление Земли на часовые пояса. Кроме того, простейшие солнечные часы не отображают искусственно вводимое человеком летнее время. Пользоваться солнечными часами можно только днём и при наличии Солнца.
В настоящее время солнечные часы по прямому назначению практически не используются, и уступили место различным видам других часов.

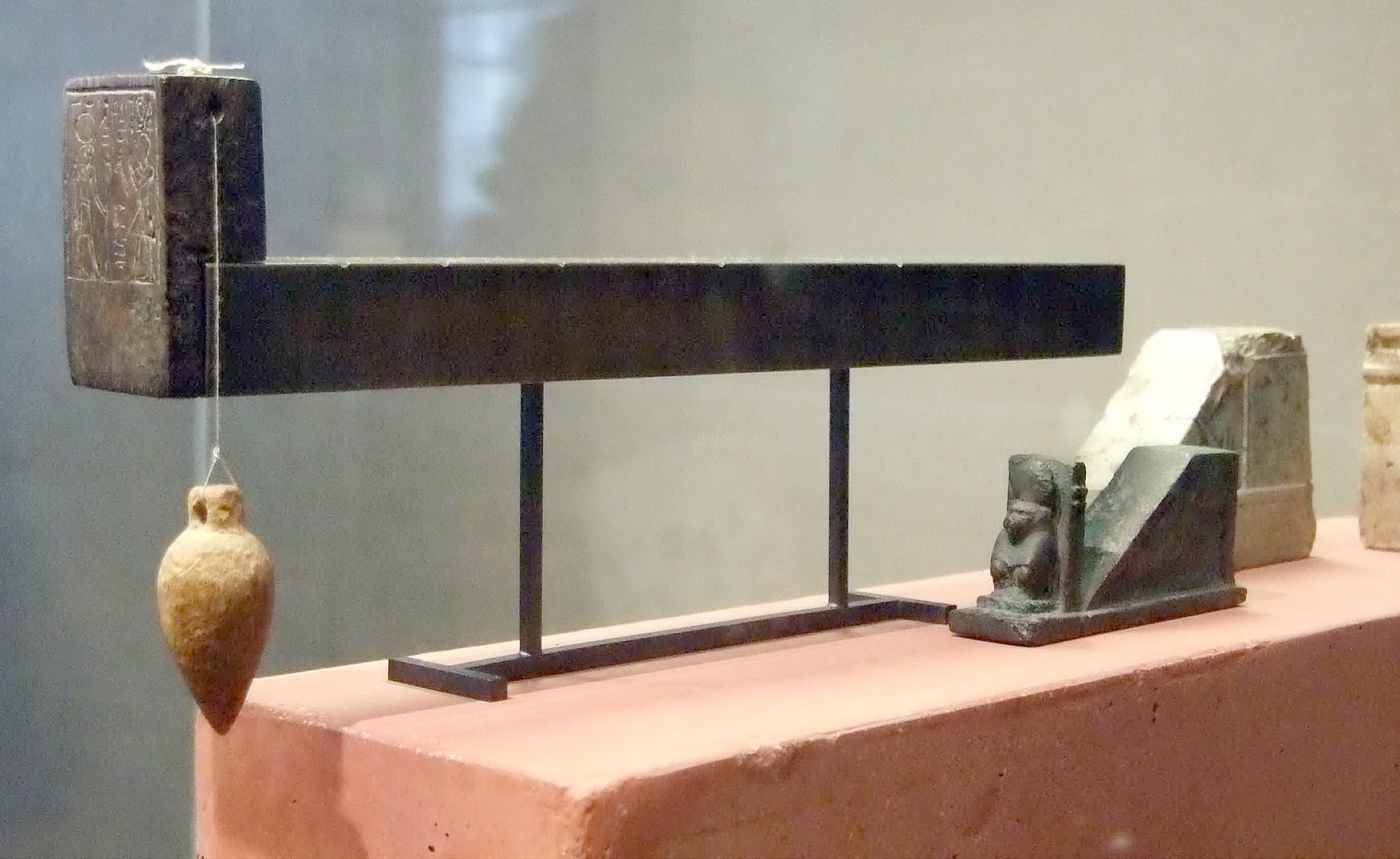
Солнечные часы из храма Аменхотепа III (XV век до н. э.) с изображением богини Сопдет. Лувр, Париж
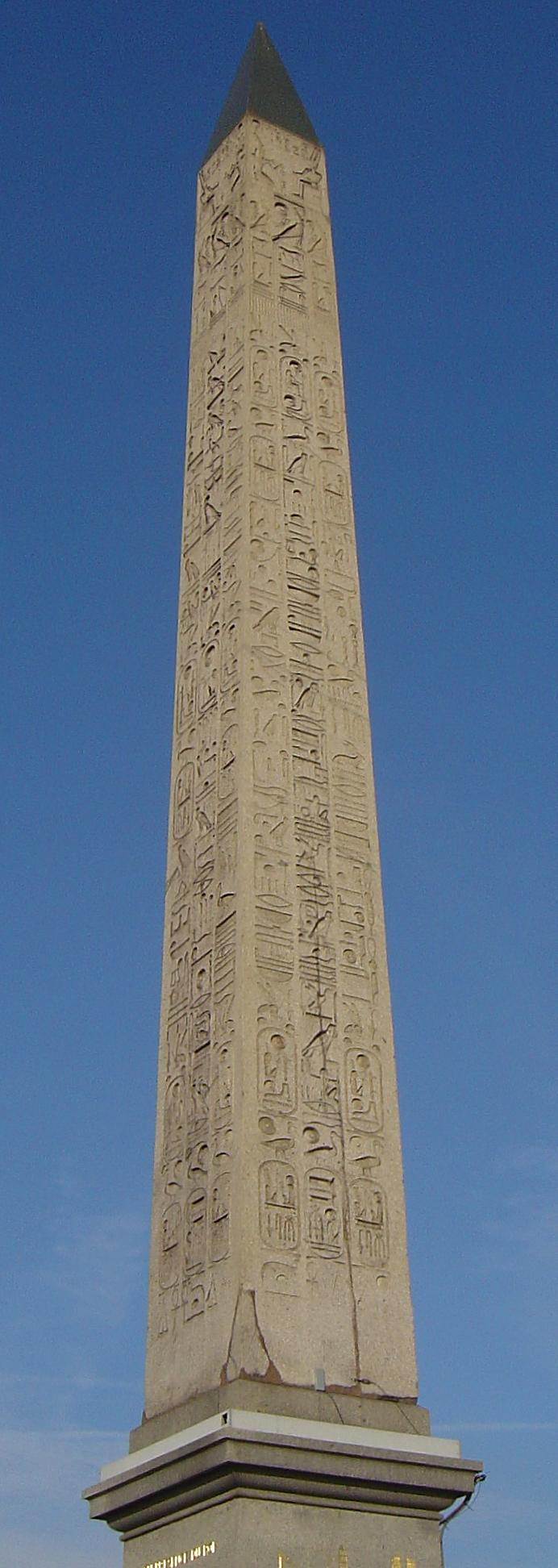
Луксорский обелиск в Париже
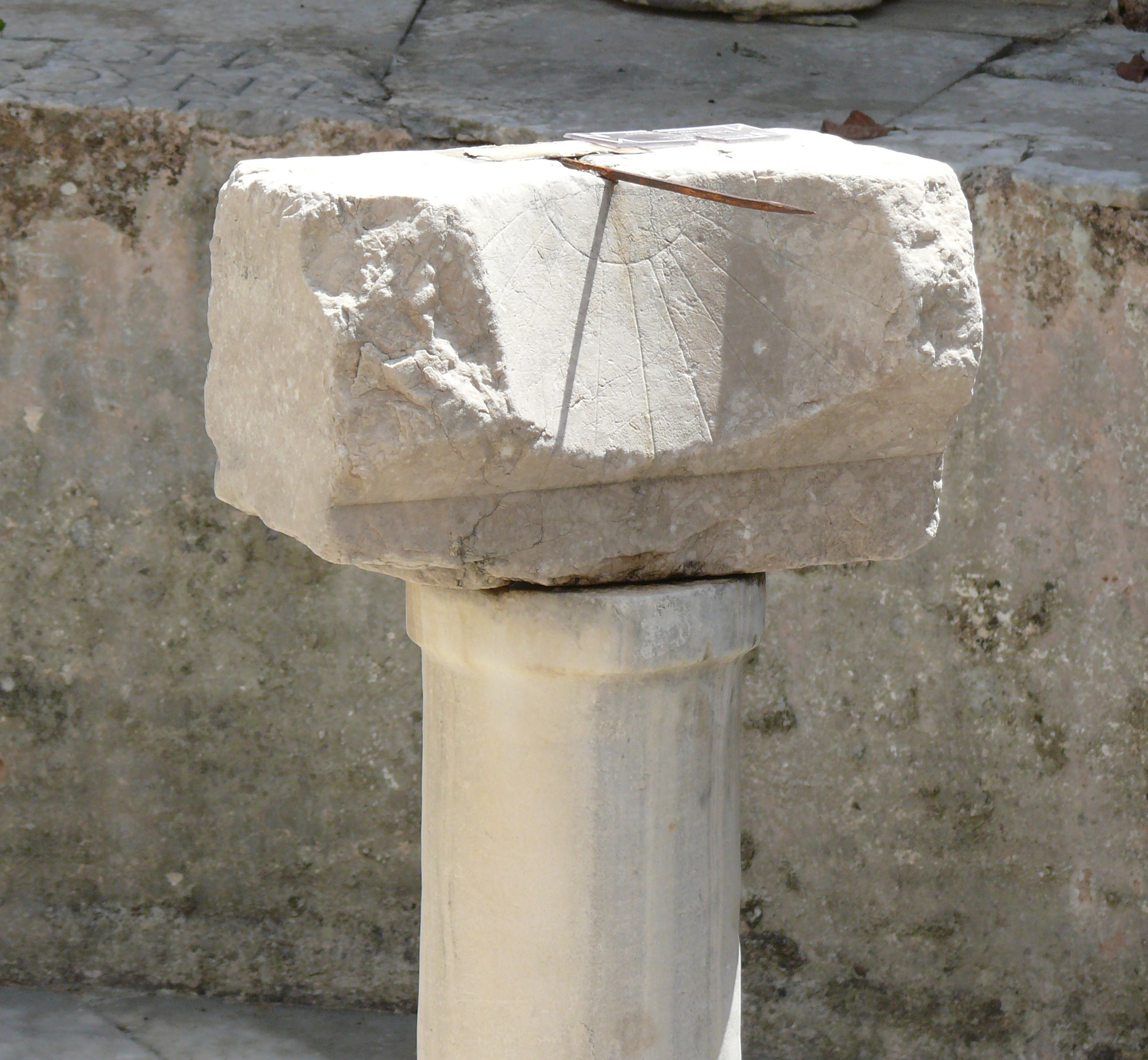
Римские солнечные часы. Музей Сиде, Турция
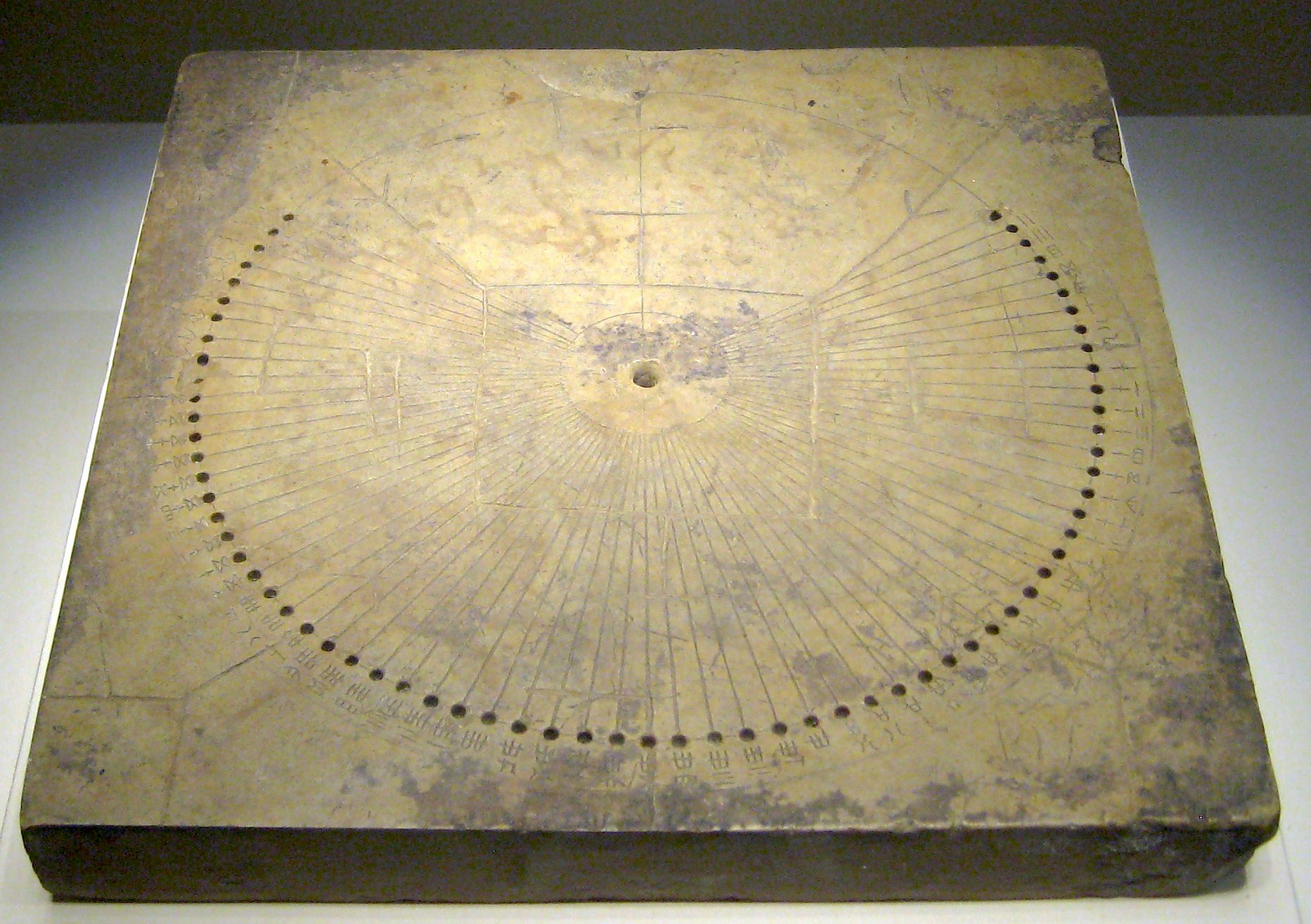
Каменные солнечные часы с разметками для игры любо. Династия Хань (II век н. э.)
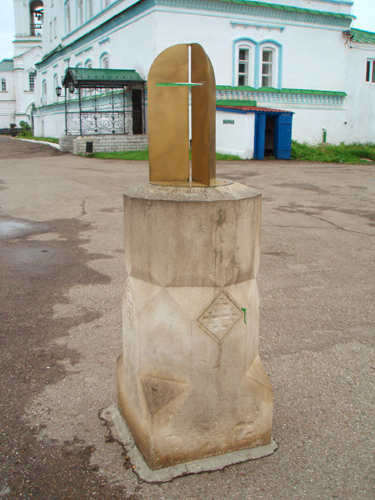
Оригинальные солнечные часы в Раифском Богородицком монастыре

## Водяные часы
Водяные часы — известный со времён ассиро-вавилонян и древнего Египта прибор для измерения промежутков времени в виде цилиндрического сосуда с истекающей струёй воды. Был в употреблении до XVII века.

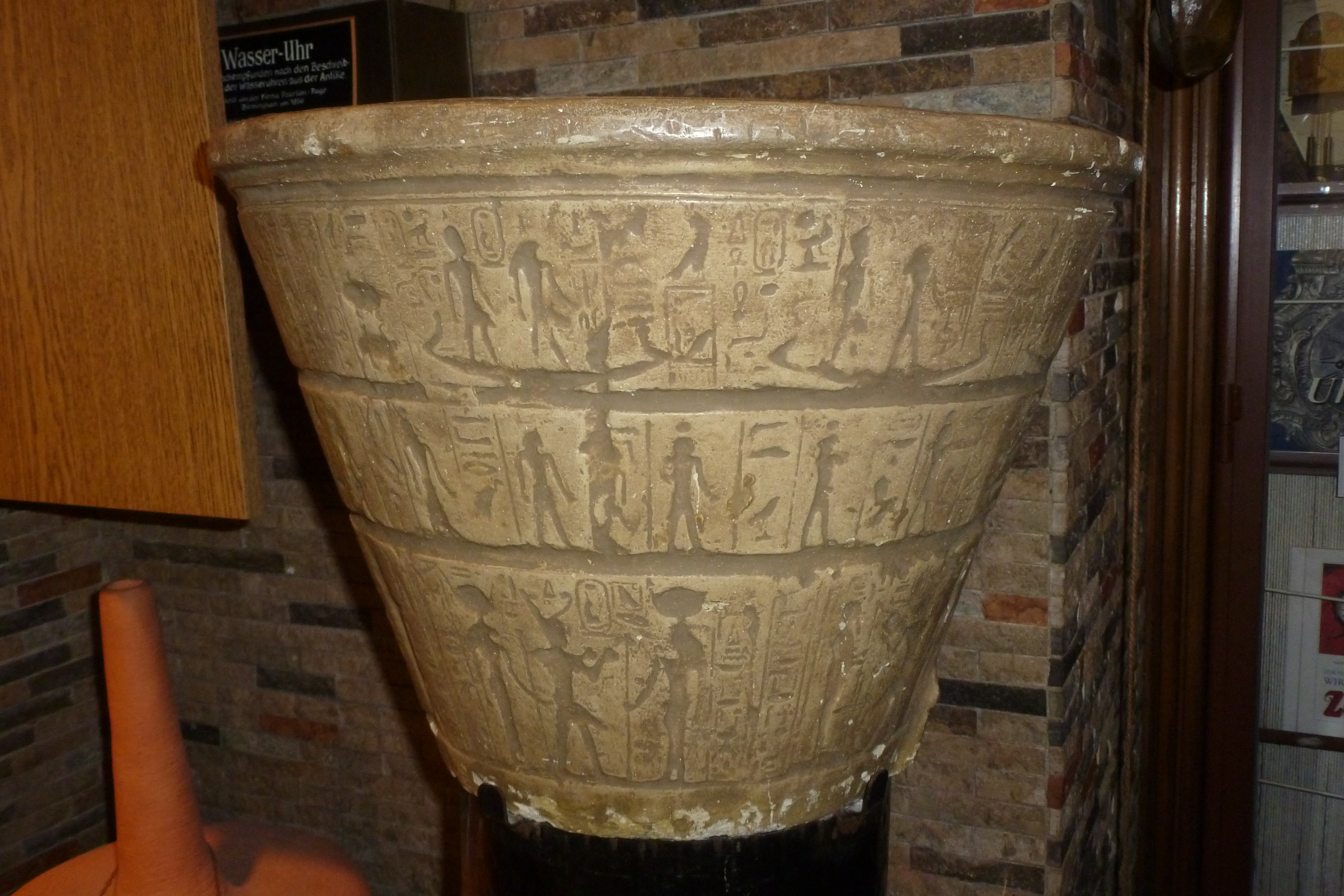
Древнеегипетская клепсидра из Карнака (ок. 1411—1375 годы до н. э.), Вуппертальский музей часов[нем.]
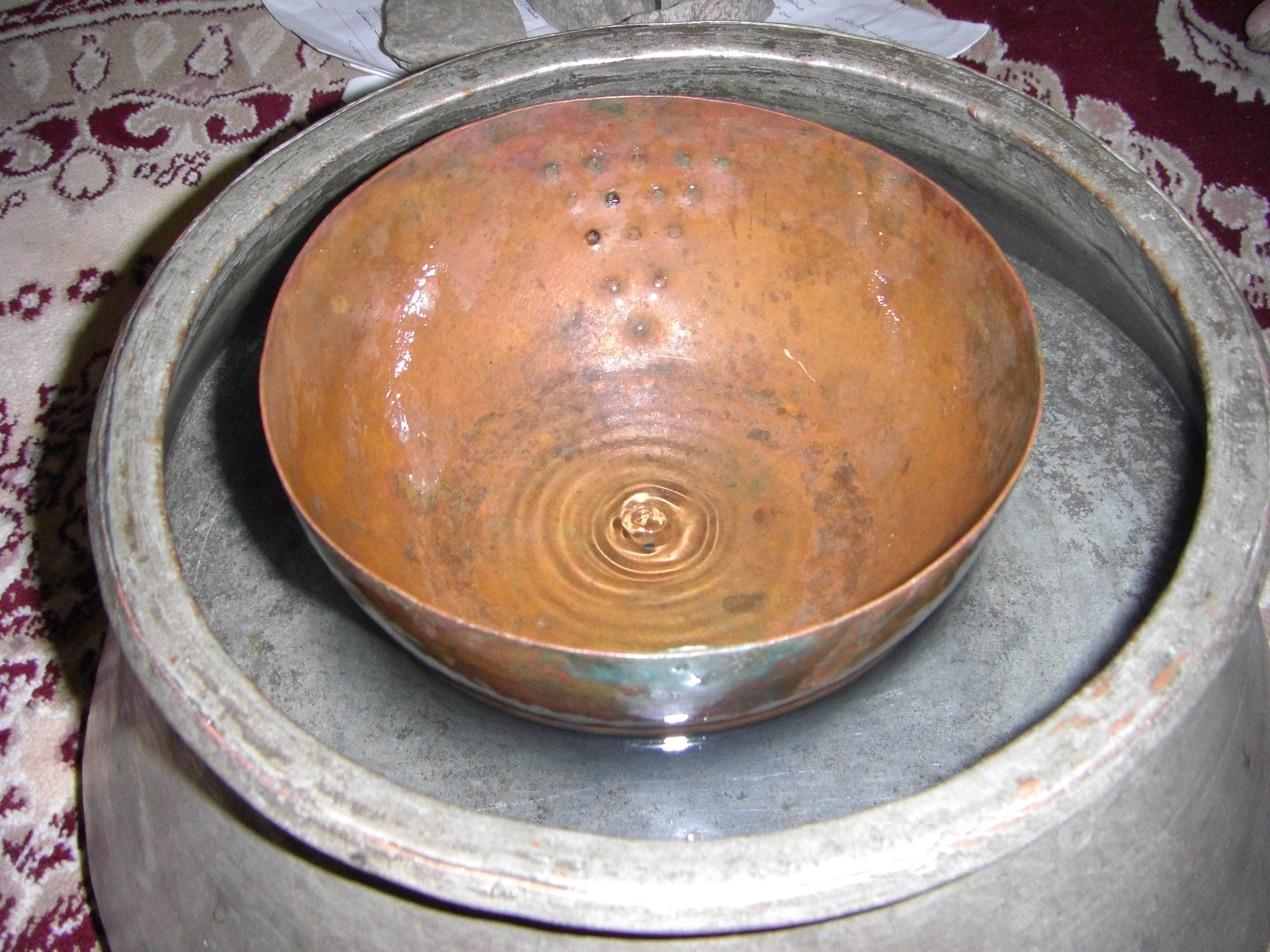
Водяные часы Древней Персии
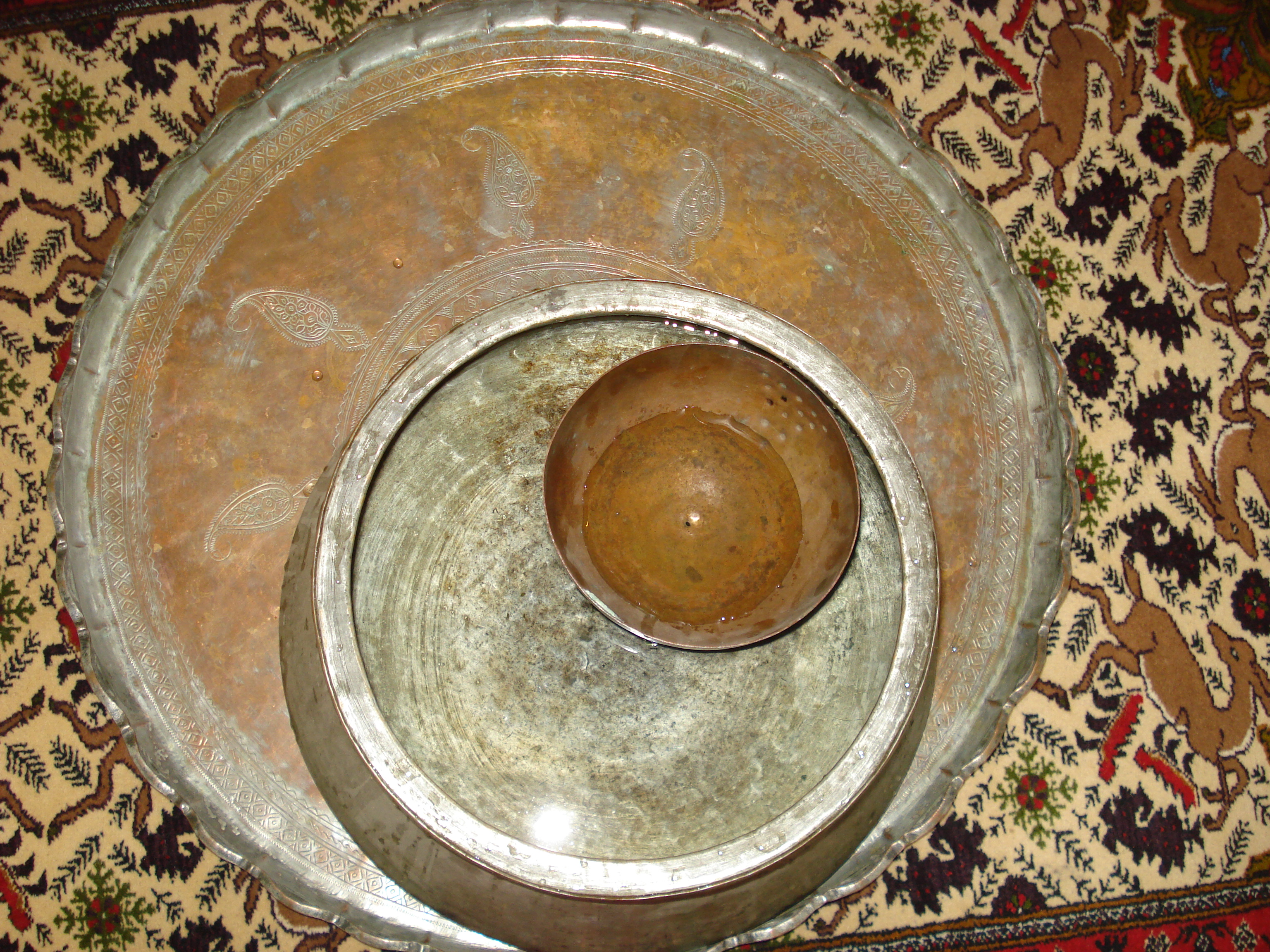
Древние персидские часы. Кяриз, Зибад
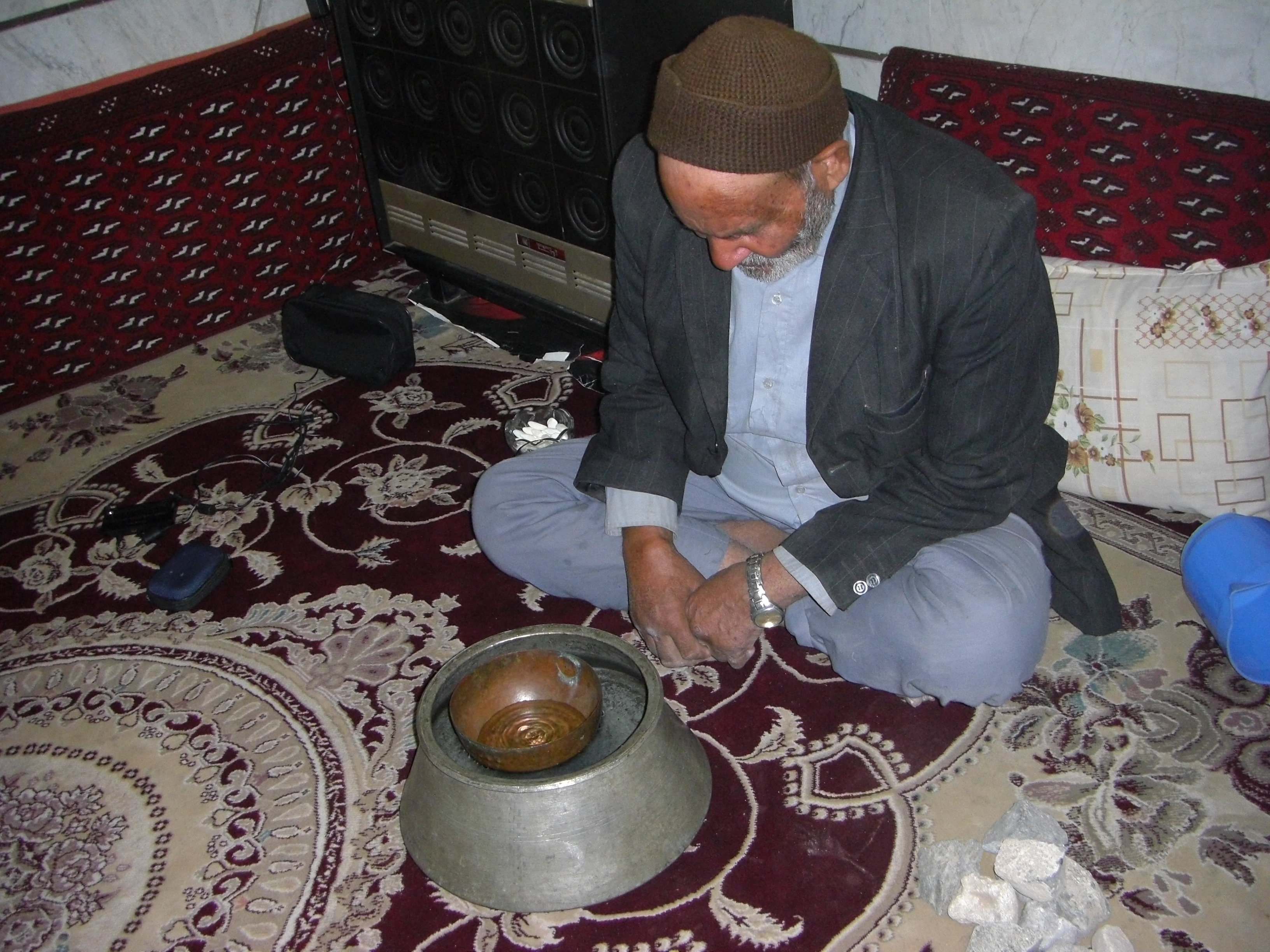
Реконструкция сцены управляющего водяными часами (МирАаб), Иран
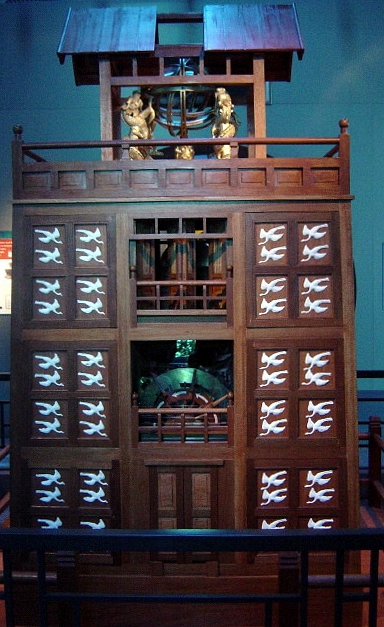
Часы работы китайского учёного Су Суна, XI век

## Механические часы
Механизм первых николаевских городских часов был очень большим и громоздким. Для того времени он был поистине гигантским. Что и принесло с собой массу проблем.
В 1819 году здание городского магистрата решили отреставрировать, и в нём разместить первые часы. Но само размещение было не таким уж и простым. Помимо часового механизма ещё располагался колокол весом одна тонна. По колоколу бил молот весом в 20 килограмм. А сами часы приходят в движение, благодаря двум гирям. Одна гиря весила 192 килограмма, а вторая 66 килограмм.
Заводить часы необходимо было дважды в сутки. Для этого в городе был отдельный человек, который занимался этим.

## См. также

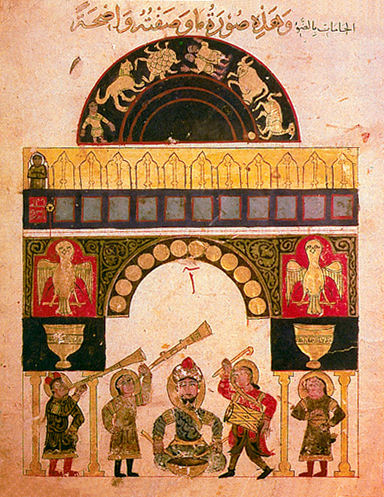
Часовая башня Аль-Джазари, иллюстрация XIV века